# 黒木悦子
黒木 悦子（くろき えつこ、10月6日 - ）は、日本のモデル、シャンソン歌手。秋田県生まれ。

## 来歴
横手市増田町出身。秋田県立横手城南高等学校、駒澤大学文学部国文科を卒業。
ウィンズ所属（モデルエージェンシー）。モデルとしての活動以外にも、シャンソン歌手としても活動。シャンソンを堀内環に、ボイストレーニングを北薗るみ子に師事。コミカルな持ち味と豊かな情感を活かし、ライブやディナーショーを中心に音楽活動を行う。駒澤大学の同窓会派遣講師を務め、同大学の同窓会など全国の支部を巡りショーを行う。
大学時代は陸上競技部に所属。身長163cm、靴のサイズ23.5 cm。

## 出演
- ジュピターショップチャンネル

### CM
- 『山田養蜂場』インフォマーシャル
- 『HRK うるおい宣言』インフォマーシャル
- 『ドクターシーラボ「シーラバー倶楽部」』
- 山田養蜂場の化粧品 2009年

## 歌手活動

### 作品
アルバム
- 2003年 「時の流れの中で」

　　　　1. ヨイトマケの唄　　2. 償い(さだまさし)　3. 甘いささやき　　4. ラ・ボエーム
- 2006年　「セラヴィ」 CMR1011

　　　　1. 風に立つライオン　2. ふるさとの山　3. ユモレスク　4. セラヴィ(森田公一作曲・黒木悦子作詞)
　5. 秋田音頭　6. カラオケ・セラヴィ

### 主な活動
- 2000年
  - 世界一周客船「ぱしふぃっく・びーなす号」にて、パナマ運河、メキシコを巡り船上コンサートに出演（井関真人と）
  - 野球評論家 中畑清とディナー＆トークショー
- 2001年
  - 台湾「ライライシェラトンホテル」にてディナーショー
  - 岸本悟明と椿山荘にてディナーショー
- 2002年
  - 「青い部屋」にて戸川昌子とライブ
  - 水戸芸術館にてコンサート
- 2003年
  - ハイアットリージェンシー東京にてCD「時の流れの中で」発売記念ディナーショー
  - 11月24日 上田千曲高校同窓会「シャンソンショー」[4]
- 2004年 オーストリア・ゴールドコーストにてディナーショー
- 2006年
  - 坂上二郎(コント55号)とトーク＆ディナーショー
  - 11月4日 関東琴丘会懇親会[5]
  - 11月18日 光と風のステージvol.13｢黒木悦子コンサート」[6]
- 2009年
  - 6月20日 白門四一会定時総会のイベント「音楽の夕べ」[7]
  - 6月28日 日本大学歯学部同窓会 埼玉県支部「おしゃれなトークと魅惑のシャンソン」[8]
  - 11月7日 駒澤大学同窓会 宮城県支部同窓会・総会コンサート サックス奏者 安田智彦、笙奏者 笙 YUUと[9]
- 2011年 11月13日 駒澤大学同窓会 宮城県支部同窓会・総会「シャンソンショー」[10]
- 2013年
  - 9月7日 横手城南高等学校創立100周年記念　銀杏同窓会チャリティコンサート[11]
  - 10月12日 駒澤大学同窓会 旭川支部主催「黒木悦子シャンソンの夕べ」[12]
  - 12月17日「願成観音太鼓30周年記念　謝恩会」横浜DeNA監督 中畑清など[13]
- 2014年
  - 2月22日「小安峡冬まつり」ライブ2013.2.22[14]
  - 7月29日「黒木悦子シャンソンコンサート2014」大分県佐伯市エフエムさいき[15]
  - 11月14日「岸本悟明＆黒木悦子 シャンソンコンサート」[16]
- 2015年
  - 9月26日 駒澤大学同窓会 旭川支部主催「黒木悦子シャンソンの夕べ」[17]
  - 11月7日 駒澤大学同窓会 宮城県支部総会 「シャンソンショー」[18]
- 2016年
  - 4月16日 駒澤大学同窓会 福井県支部総会「シャンソンショー」[19]
  - 10月8日 「シャンソンコンサート」岸本悟明と共演[20]
  - 10月28日「南大塚SHOW劇場　大塚☆バラエティーライヴ」石毛宏典、青空うれし、ひろき、ストレート松浦、ナナオと共演[21]
- 2017年 11月4日 駒澤大学同窓会 茨城県支部総会「シャンソンショー」[22]